# Marzano, Lombardiet
Marzano är en ort och kommun i provinsen Pavia i regionen Lombardiet i Italien. Kommunen hade 1 668 invånare (2018).